# Zehneria emirnensis
Zehneria emirnensis är en gurkväxtart som först beskrevs av John Gilbert Baker, och fick sitt nu gällande namn av Keraudr. Zehneria emirnensis ingår i släktet Zehneria och familjen gurkväxter. Inga underarter finns listade i Catalogue of Life.